# Safim
Safim és una vila i un sector de Guinea Bissau, situat a la regió de Biombo. Té una superfície de 175 quilòmetres quadrats. En 2008 comptava amb una població de 17.249 habitants.